# ریچارد ای. بالینگر
ریچارد آچیلز بالینگر (Richard Achilles Ballinger) (زادهٔ ۹ ژوئیه ۱۸۵۸ – درگذشتهٔ ۶ ژوئن ۱۹۲۲)، از ۱۹۰۴ – ۱۹۰۶ میلادی شهردار سیاتل، واشینگتن، از ۱۹۰۷ تا ۱۹۰۸ میلادی عضو کمیسیون در اداره عمومی زمین و از ۱۹۰۹ تا ۱۹۱۱ میلادی وزیر کشور ایالات متحده بود.

## اوایل زندگی و حرفه در سیاتل
بالینگر در بونسبورو، آیووا زاده شد و فرزند ریچارد هنری بالینگر و مری الیزابت نورتون بود. وی در ۱۸۸۴ میلادی از کالج ویلیامز، جاییکه وی عضو انجمن برادری زیتی پسی (Zeta Psi) بود، فارغ‌التحصیل گردید.
بالینگر امتحان وکالت را در ۱۸۸۶ میلادی با موفقیت سپری نموده و کار در حوزه حقوقی را در سیاتل آغاز کرد. وی در اواخر همان سال در ۲۶ اکتبر با جولیا البرتسون ازدواج کرد. این زوج در نهایت صاحب دو پسر شدند (ادوارد برادلی بالینگر و ریچارد تالکوت بالینگر).
متعاقب دوره مستعد به رسوایی توماس جی. هیومز در عصر تب طلای یوکان، بالینگر در ۱۹۰۴ میلادی به عنوان شهردار سیاتل انتخاب شد. با پشتیبانی نخبه‌های بازرگانی مرکز شهر، او تا حدی (اما نه به‌طور همه‌جانبه) با فساد مبارزه کرده و با اتحادیه‌های صنفی مخالفت کرد. بعدتر ثابت شد که بالینگر مانعی برای حرکت قوی شهر بسوی مالکیت دولتی بود. وی همچنین دریاچه بالینگر در شهرستان اسنوهومیش را به افتخار پدر خود سرهنگ ریچارد بالینگر نامگذاری کرد.

## حرفه فدرال و رسوایی
پس از خدمت به عنوان شهردار سیاتل، بالینگر به اداره رئیس‌جمهوری تئودور روزولت ملحق شده و از ۱۹۰۷ تا ۱۹۰۸ میلادی به عنوان عضو کمیسیون در اداره عمومی زمین خدمت کرد. در ۱۹۰۹ میلادی، بالینگر در راستای تنظیم نمایشگاه آلاسکا-یوکان-پاسیفیک که یک نمایشگاه جهانی برای برجسته سازی توسعه شمال‌غرب بود، همکاری کرد.
رئیس‌جمهور جدید ویلیام هووارد تفت، علی‌رغم وعده‌های قبلی مبنی بر ابقای اعضای کابینه رئیس‌جمهور پیشین روزولت، بالینگر را در ۱۹۰۹ میلادی به‌جای محافظه کار (و هموطن خود از اوهایو)، جیمز آر. گارفیلد، به عنوان وزیر کشور ایالات متحده گماشت. به عنوان یکی از نخستین اقدامات خود در این سمت، بالینگر محافظت دولتی زمین‌های که به‌طور بالقوه برای تأسیس انرژی آبی نگه‌داشته شده و منتظر نقشه‌برداری بودند را ابطال نموده و آنها را جهت اجاره دادن دوباره به حوزه عامه برگرداند. ترقی‌خواهان هراس داشتند که شرکت‌های انحصاری برق آبی این زمین‌ها را یا تحت کنترل می‌گیرند یا از توسعه تأسیسات در آن جلوگیری می‌نمایند و بعداً قیمت انرژی را در بازار تعیین می‌کنند، چون با اتمام دوره ریاست جمهوری روزولت، ۱۳ شرکت (از جمله جنرال الکتریک و وستینگهاوس) قبلاً کنترل بیش از یک سوم منابع برق آبی را تحت کنترل داشتند. هرچند، این بازگرداندن اراضی بزودی باعث یک رسوایی شد. در ماه اوت، گزارشگری از روزنامه یونایتدپرس اینترنشنال، در همکاری با کنفرانس ملی آبیاری در اسپوکن، واشینگتن، گزارشی منتشر کرد و مدعی شد که حدود ۱۵٬۸۶۸ آکر زمین در مونتانا به شرکت‌های بزرگ بفروش می‌رسد (جنرال الکتریک، گوگنهایم و امالگاماتید کوپر). بالینگر در نخست این گزارش را نادیده گرفت و بعداً گزارشگران را به مخالفت با پیشرفت در غرب متهم کرد. هرچند گزارش برق آبی در مونتانا اغراق‌آمیز ثابت شد، اما اتهامات جانب‌گرایی در طول دوره خدمت بالینگر به عنوان وزیر کشور همواره بر وی وارد می‌شد.
بزرگترین اتهامات شامل استخراج معدن زغال‌سنگ جنگ ملی چوگاچ توسط یکی از استخراج‌کننده‌های اهل سیاتل و دوست صمیمی بالینگر، کلارنس کانینگهام، با حمایت مالی شرکتی منتسب به جی‌پی مورگان و خانواده گوگنهایم از شهر نیویورک بود. این گروه ۳۳ ادعا برای استخراج ارایه نموده بود، هرچند قوانین زمین در آلاسکا به هدف تقویت دهقانان کوچک و جلوگیری از انحصار طراحی شده بود و از اینرو از هر یک از مدعیان درخواست نمود تا ثابت نمایند که به تنهایی و به نمایندگی از خود عمل می‌کنند و همچنین هر مدعی را به دریافت ۱۶۰ آکر زمین محدود کرد. زمانی که بالینگر به عنوان عضو کمیسیون در اداره زمین خدمت می‌کرد، وی به این استخراج‌کننده دسترسی ویژه به پرونده‌های دولتی داده بود. در ۱۹۰۸ میلادی، در فاصله زمانی میان سمت پیشین وی در اداره اراضی و انتصاب به عنوان وزیر کشور، بالینگر به عنوان نماینده گروه توسعه کانینگهام/مورگان/گوگنهایم در اداره فدرال عمل نموده و با وزیر وقت کشور جیم گارفیلد لابی گری می‌کرد. پس از انتصاب به عنوان وزیر کشور، بالینگر کارآگاه لوئیس آر. گلاویس را مجدداً در اداره عمومی اراضی استخدام نمود، اما پس از اینکه وی به گیفورد پینچوت (رئیس اداره جنگل‌داری ایالات متحده و از اینرو مسئول جنگل چوگاچ، اگرچه مادون وزیر کشور است) و رئیس‌جمهور تفت شکایت نموده و با رسانه‌ها همکاری نمود، وی را برکنار کرد.
یک سری مقاله‌های سرگین‌کاوی، از جمله مقاله گلاویس که در نسخه نوامبر هفته نامه کولیرز به نشر رسید، طرفداران حفظ منابع طبیعی را از خواب بیدار کرد. مقاله‌ای در نشریه هامپتون حتی رئیس‌جمهور تفت را متهم نمود که در این نظریه توطئه شریک بوده و پایه‌های آن در کنوانسیون ۱۹۰۸ جمهوری‌خواهان گذاشته شده بود. بالینگر بازهم این مناقشه‌ها را رد کرد و رئیس‌جمهور تفت نیز ظاهراً می‌خواست تا این وضعیت ناخوشایند پایان یابد و از اینرو اظهار داشت که هم بالینگر و هم پینچوت از سیاست‌های حراست روزولت پیروی می‌نمایند. با این وجود، بالینگر تهدید نمود که استعفا خواهد کرد مگر اینکه تفت برای یک تحقیق کنگره‌ای برای تبرئه وی رضایت دهد، از اینرو تفت نامه‌ای در ماه دسامبر به سناتور جمهوری‌خواه ایالتی ویلسی جونز فرستاده و از وی تقاضای انجام یک تحقیقات کامل را نمود.
هرچند چارلز تفت به رئیس‌جمهور توصیه نمود که از بالینگر بخواهد تا کناره‌گیری نماید، اما تفت در کنار بالینگر ایستاد و دادستان کل جرج ویکرشام حتی تاریخ گزارشی پیرامون اخراج گلاویس را به ۱۱ سپتامبر ۱۹۰۹ تغییر داد. پس از اینکه یکی از کارمندان داخلی واشینگتن به کولیر هشدار داد که بالینگر با یک «ماستمالی» برنامه‌ریزی شده می‌خواهد این مجله را به دادگاه بکشاند، کولیر لوئیس دی. براندیس را به عنوان مشاور استخدام کرد. پینچوت تفاوت‌های که در رویکرد وی با بالینگر است را به رسانه‌ها اظهار داشته و گزارش اداره خود را به سناتور دولیور، رئیس‌جمهوری‌خواه کمیته کشاورزی و جنگل‌داری ارایه نمود. این امر باعث شد تا تفت، زمانی که روزولت در آفریقا بود، پینچوت را اخراج نماید. در جریان جلسه استماع ویژه کمیته، هم گلاویس و هم پینچوت شهادت داده و شهادت یکی از تندنویسان در مورد تغییر تاریخ گزارش، تفت را وادار نمود تا مسئولیت اجازه دادن به این کار را بپذیرد، این در حالی بود که آن تندنویس و سایر کارمندان نیز اخراج شده بودند. پرسش‌های براندیس دیدگاه ضد حراست بالینگر را کاملاً روشن ساخت، اما نتوانست هیچ چیز جدی را برای مجرم ثابت کردن بالینگر فاش نماید. با این همه، اعتماد مردم نسبت به رهبری بالینگر در وزارت کشور از بین رفته بود.
پس از اینکه حزب جمهوری‌خواه در انتخابات میانی در ماه نوامبر به‌طور سنگینی شکست خورد، بالینگر بالاخره در ۱۲ مارس ۱۹۱۱ از سمت خود کناره‌گیری کرد. تفت به‌جای پینچوت، هنری گرویس که به محافظت از جنگل‌های آمریکا متعهد بود را گماشته بود و بالینگر نیز در راستای وضع یک قانون جدید برای انتقال زمین از سکتور خصوصی به سکتور عمومی به تفت همکاری نمود، قانونی که به تفت این امکان را فراهم می‌کرد تا از زمین‌های زیادی تنها در یک دوره ریاست جمهوری، به اندازه تقریباً دو دوره روزولت، محافظت نمایند. با این همه، سلسله رسوایی‌های مرتبط با بالینگر، وفاداری تفت نسبت به مأمور مشکل‌زای خود و رد تقاضای استعفا توسط بالینگر برای نه ماه – همراه با مناقشه بر تعرفه پاین-آلدریچ – منتج به تقسیم حزب جمهوری‌خواه شده و باعث شد تا موج انتخابات ۱۹۱۲ به ضد تفت تغییر کند.

## مرگ
بالینگر دوباره به حرفه حقوقی خود در سیاتل، واشینگتن بازگشت، در ۶ ژوئن ۱۹۲۲ در آنجا درگذشت و در گورستان لیک ویو به خاک سپرده شد.